# Summit (Arizona)
Summit és una concentració de població designada pel cens dels Estats Units a l'estat d'Arizona. Segons el cens del 2000 tenia 3.702 habitants.

## Demografia
Segons el cens del 2000, Summit tenia 3.702 habitants, 1.144 habitatges, i 871 famílies La densitat de població era de 141,2 habitants/km².
Dels 1.144 habitatges en un 46,7% hi vivien nens de menys de 18 anys, en un 55,6% hi vivien parelles casades, en un 13,4% dones solteres, i en un 23,8% no eren unitats familiars. En el 18,4% dels habitatges hi vivien persones soles el 5,9% de les quals corresponia a persones de 65 anys o més que vivien soles. El nombre mitjà de persones vivint en cada habitatge era de 3,24 i el nombre mitjà de persones que vivien en cada família era de 3,68.
Per edats la població es repartia de la següent manera: un 34,8% tenia menys de 18 anys, un 10% entre 18 i 24, un 29,8% entre 25 i 44, un 18,4% de 45 a 60 i un 6,9% 65 anys o més.
L'edat mediana era de 29 anys. Per cada 100 dones de 18 o més anys hi havia 103,7 homes.
La renda mediana per habitatge era de 28.485 $ i la renda mediana per família de 31.806 $. Els homes tenien una renda mediana de 21.316 $ mentre que les dones 21.333 $. La renda per capita de la població era d'11.274 $. Aproximadament el 22% de les famílies i el 26,2% de la població estaven per davall del llindar de pobresa.

## Poblacions més a prop
El següent diagrama mostra les poblacions més a prop.